# じろう
じろう（1978年〈昭和53年〉7月14日 - ）は、日本のお笑い芸人、俳優、脚本家、作詞家。シソンヌのボケ（ネタによってはツッコミ）・ネタ作成担当、立ち位置は向かって左。吉本興業所属。本名は大河原 次郎（おおかわら じろう）。青森県弘前市出身。身長179cm、体重68kg。血液型B型。

## 来歴
- 青森県立弘前高等学校[1]、関西外国語大学短期大学部卒業。短大卒業後、シティボーイズに憧れて役者を目指し上京した[2]。
- 2005年、東京NSCへ入学（11期生）
- 2006年、NSCの同期である長谷川忍とシソンヌを結成。
- 2014年、キングオブコント優勝。
- 2020年、じろうが原作・脚本を担当し、大九明子が監督を務めた映画『甘いお酒でうがい』が松雪泰子主演で全国公開された[3][4]。
- 2024年、キングオブコント2024の決勝審査員を務める[5][6]。

## 趣味・嗜好
- 趣味はパチンコ、麻雀、ゲーム（Xbox 360/FPS）[7]。
- 幼少期からの熱狂的な広島東洋カープファン[8][9][10][11]。
- 同郷のロックバンド「人間椅子」を敬愛している。メンバーの和嶋慎治による初の自伝本『屈折くん』[12]にてみうらじゅんと共に特別対談が掲載されている。また、じろうと和嶋は幼稚園から高校まで同じ学校に通っていた[13]。
- 竹内まりやのファン。その竹内も好きな芸人にじろうを挙げており、2024年11月3日放送の『日曜日の初耳学』（MBS）内のコーナー「インタビュアー林修」でリモートを通して初対面している。竹内は、普段はテレビでは放送できないようなシソンヌのネタも知っているこという流れから、じろうは「僕より僕の動画見てる可能性ありますね」と驚いたという[14]。

## 芸風
- 「川嶋佳子」という熟女のキャラクターを演じることが多々ある。ケータイよしもとで2012年6月から2013年10月までコラム『川嶋佳子の「甘いお酒でうがい」』を連載していた[注 1]。これは、自身初の日記小説として書籍化され、2015年12月18日、KADOKAWAから出版された[16]。さらに、松雪泰子主演で映画化され2020年に全国公開[17][18]。また、2019年4月21日に第11回沖縄国際映画祭で先行上映もされた[19]。
- 持ちネタとして、『有吉の壁』（日本テレビ）でしか披露されない志村けんのものまねがある。逝去時には哀悼の意をTwitterに投稿した[20]。

## 家族
- 姉と兄がいて、「末っ子気質」と親しい芸人から言われている。
- 2023年7月6日、地元・青森の地方紙『東奥日報』で連載中のコラム「シソンヌじろうの自分探し」の中で結婚を発表した[21]。

## その他
- 私服は年中セントジェームスのボーダーシャツを着用している[22]。
- シンガーソングライターの竹内まりやは、じろうのファンであることを公言している[23]。

## 単独出演
コンビでの出演についてはこちらを参照。

### バラエティ
- LIFE!〜人生に捧げるコント〜（2018年 - 、NHK総合） - 2015年から2017年度まではコンビで準レギュラー。
- 吉住のアナタとコント（2021年12月9日（8日深夜）、日本テレビ）[24]

### テレビドラマ
- Oh,My Dad!! 第10話（2013年9月12日、フジテレビ） - 大塚宏孝 役
- 乾杯戦士アフターV（2014年4月 - 6月、東名阪ネット6・5いっしょ3ちゃんねる共同制作） - 悪の組織の戦闘員 役
- 連続テレビ小説（NHK総合）
  - ｢まれ」第16週“絶縁コンビニスイーツ”（2015年3月30日 - 9月26日） - 仙道（広告代理店「フューチャー企画」社員） 役
  - 虎に翼（2024年） - 川井善兵衛（峰子の弁護士） 役[25]
- 表参道高校合唱部! 第5話（2015年8月14日、TBS） - マネージャー・広田 役
- Chef〜三ツ星の給食〜 第3話（2016年10月13日 - 12月15日、フジテレビ） - 小学生のお父さん（コンビニ唐揚げ“ウマチキ”、親子給食会） 役
- 俺のスカート、どこ行った?（2019年4月 - 、日本テレビ） - 広田誠 役
- 大河ドラマ いだてん〜東京オリムピック噺〜 第2部「田畑政治篇」（2019年6月30日 -、NHK総合） - 田畑の同僚のスポーツ記者・尾高 役[26]
- 正しいロックバンドの作り方 第1話（2020年4月21日、日本テレビ） - スネーク 役
- 捨ててよ、安達さん。 第10話（2020年6月20日、テレビ東京） - 給与明細 役
- 漂着者 第9話（2021年9月24日、テレビ朝日） - 大原治（新潟県警江南署巡査）役
- 持続可能な恋ですか?〜父と娘の結婚行進曲〜 第2話（2022年4月26日、TBS） - 瀬川幸也 役[27]
- ZIP! 朝ドラマ「泳げ!ニシキゴイ」（2022年7月19日 - 9月16日、日本テレビ） - 長谷川純一 役[28]
- 石子と羽男-そんなコトで訴えます?- 第4話（2022年8月5日、TBS） - 新庄隆信 役[29]
- NHK正月時代劇 いちげき（2023年1月3日、NHK総合・BS4K）- 相楽総三 役
- 異世界居酒屋「のぶ」Season3 〜皇帝とオイリアの王女編〜（2023年1月13日〈予定〉 - 、WOWOW） - ラ・カタン 役[30]
- 心霊内科医 稲生知性（2023年3月28日 - 3月31日、フジテレビ） - 主演・稲生知性 役[31]
  - 心霊内科医 稲生知性2（2023年12月27日 - 30日、フジテレビ）[32]
- トリリオンゲーム 第2話（2023年7月21日、TBS） - コージィ 役[33]
- 時をかけるな、恋人たち（2023年10月10日 - 12月19日、関西テレビ・フジテレビ） - 八丁堀惣介 役[34]
- アンサンブル（2025年1月18日 - 3月22日、日本テレビ） - 早川崇 役[35]
- 災（2025年4月6日 - 、WOWOW） - 岸文也 役[36]

### ラジオ
- 東京03の好きにさせるかッ![37]（2020年1月9日、NHKラジオ第1）- ゲスト出演

### 配信
- 最強新コンビ決定戦 THE ゴールデンコンビ（2024年10月31日、Amazonプライム・ビデオ）[38]
- ラブリーアンサンブル（2025年2月15日・3月22日、Hulu） - 早川崇 役[39]

### 映画
- にがくてあまい（2016年） - 青井ミナミのマネージャー 役
- 半径1メートルの君〜上を向いて歩こう〜「真夜中」（2021年2月26日、KATSU-do）[40]
- 宇宙人の画家（2022年7月2日公開、ブライトホース・フィルム）[41]
- OUT（2023年11月17日公開、KADOKAWA） - 石戸 役[42]
- ふしぎ駄菓子屋 銭天堂（2024年12月13日公開、東宝） - 有馬みつお 役[43][44]
- 事故物件ゾク 恐い間取り（2025年7月25日公開、松竹） - 金原 役[45]
- 災 劇場版（2026年公開予定、ビターズ・エンド） - 岸文也 役[46]

### CM
- ブリヂストン（2017年2月 - ）「REGNO GR-Leggera 降りたくないほど 篇 TVCM版（15秒）」- 綾瀬はるかと共演
- 青森県・あおもり米「青天の霹靂」（2021年10月9日 - 、WEBムービー）[47]
- 金鳥「虫コナーズ」（2022年 - ） - 長澤まさみと共演
- 東洋水産 マルちゃん「赤いきつね緑のたぬき」 - 武田鉄矢、麻生久美子と共演[48][49]
  - 「夜食大作戦」編（2022年10月1日 - ）[50]

### 舞台
- 「友近ワイド劇場」（2018年4月8日 - 6月5日）[51]
- KAAT×城山羊の会「温暖化の秋 -hot autumn-」 （2022年11月13日 - 11月27日、KAAT神奈川芸術劇場 大スタジオ）[52]
- 平凡パンチライン vol.1「Wife is miracle〜世界で一番アツい嫁」（2025年6月19日 - 29日、本多劇場）[53]
- KAAT×城山羊の会「勝手に唾が出てくる甘さ」（2025年11月14日 - 30日〈予定〉、KAAT神奈川芸術劇場 中スタジオ）[54]

## 著書
- 『甘いお酒でうがい』（2015年12月18日、KADOKAWA、ISBN 978-4-0473-1935-6）※「川嶋佳子」名義
- 『サムガールズ - あの子が故郷に帰るとき -』[55]（2018年8月24日、ワニブックス、ISBN 978-4-8470-9701-0）
- 『シソンヌじろうの自分探し』（2024年2月7日、東奥日報社、ISBN 978-4-88561-275-6）

### 連載
- 短編連載小説「あの子が故郷に帰るとき」[55] - じろう（2017年6月16日 - 、Webマガジン『雛形』）※2018年8月24日、ワニブックスより短編をまとめた単行本が出版された。

### ドラマ
- 卒業バカメンタリー[56]（2018年1月23日 - 3月26日、日本テレビ、NTV深夜ドラマ「シンドラ」第3弾）
- 四月一日さん家の[57]（2019年4月27日・第2話、6月8日・第8話 - 、テレビ東京『ドラマ25』枠）
- 寝ないの?小山内三兄弟[58]（テレビバ配信[59]-日本テレビ、YouTube公式チャンネル[60] ネットドラマ）
  - シーズン1（2019年1月26日 - 4月13日）
  - シーズン2（2019年6月8日 - 8月24日）
  - シーズン3（2019年10月12日 - 12月21日）
- 寝ないの?小山内三兄弟のスピンオフドラマ「働かないの?唯一兄ちゃん」（2019年4月27日 - テレビバ配信[59]-日本テレビ、YouTube公式チャンネル[60] ネットドラマ）
- でっけぇ風呂場で待ってます（2021年1月26日 - 4月6日、日本テレビ、NTV深夜ドラマ「シンドラ」）
- No Activity／本日も異状なし（Amazon Prime Video)
  - シーズン1（2021年12月17日配信開始、全6話）
  - シーズン2（2024年9月13日配信開始、全6話）

### 映画
- 美人が婚活してみたら[61]（2019年3月23日公開、テレビ朝日と吉本興業の共同制作映画）
- 甘いお酒でうがい（2020年公開、吉本興業製作） - 原作・脚本

## 作詞
全てじろうによるもの。
- 美和子「きたない犬」「きたない猫」（2015年9月2日、シソンヌライブ「quatre」DVD早期購入特典として配布されたダウンロードコンテンツ。ライブの登場人物である美和子役のじろうが歌唱している）[62]
- 寝ないの?小山内三兄弟 シーズン2 主題歌「一人で寝たくnight!」（2019年7月6日）[63]